# Joškar-Ola
Joškar-Ola (rusky Йошкар-Ола, do roku 1919 Carjovokokšajsk Царёвококшайск, 1919–1927 Krasnokokšajsk Краснококшайск), v překladu Rudé město je město v Rusku, hlavní město Marijska. Nachází se asi 100 km severozápadně od Kazaně. Žije zde přibližně 275 tisíc obyvatel.

## Název
Joškar-Ola (Йошкар-Ола) v marijštině znamená „Rudé město“ (йошкар – červený, rudý, ола – město).

## Historie
Město bylo založeno jako pevnost na konci 16. století, v roce 1584. Po 2. světové válce za sovětských dob bylo město regionálním a průmyslovým centrem, díky čemuž mohlo narůst do dnešní podoby. Po pádu SSSR však většina podniků v těžkém ekonomickém prostředí nové doby zkrachovala; většina odborníků odsud odjela do větších měst. Dnes se Joškar-Ola přeorientovává na obchod a postupně se opět vrací její předchozí růst.

## Geografie

### Podnebí
| Joškar-Ola – podnebí        | Joškar-Ola – podnebí | Joškar-Ola – podnebí | Joškar-Ola – podnebí | Joškar-Ola – podnebí | Joškar-Ola – podnebí | Joškar-Ola – podnebí | Joškar-Ola – podnebí | Joškar-Ola – podnebí | Joškar-Ola – podnebí | Joškar-Ola – podnebí | Joškar-Ola – podnebí | Joškar-Ola – podnebí | Joškar-Ola – podnebí |
| Období                      | leden                | únor                 | březen               | duben                | květen               | červen               | červenec             | srpen                | září                 | říjen                | listopad             | prosinec             | rok                  |
| --------------------------- | -------------------- | -------------------- | -------------------- | -------------------- | -------------------- | -------------------- | -------------------- | -------------------- | -------------------- | -------------------- | -------------------- | -------------------- | -------------------- |
| Nejvyšší teplota [°C]       | 4,5                  | 5,0                  | 14,3                 | 27,3                 | 33,4                 | 36,8                 | 38,6                 | 39,1                 | 31,6                 | 23,9                 | 12,2                 | 7,2                  | 39,1                 |
| Průměrné denní maximum [°C] | −7,8                 | −6,6                 | 0,0                  | 10,3                 | 18,9                 | 23,2                 | 25,2                 | 22,5                 | 15,8                 | 7,6                  | −1,1                 | −5,8                 | 8,5                  |
| Průměrná teplota [°C]       | −11,3                | −10,6                | −4,4                 | 5,3                  | 12,7                 | 17,3                 | 19,3                 | 16,9                 | 11,2                 | 4,4                  | −3,5                 | −8,8                 | 4,0                  |
| Průměrné denní minimum [°C] | −14,7                | −14,5                | −8,7                 | 0,3                  | 6,4                  | 11,3                 | 13,4                 | 11,2                 | 6,5                  | 1,1                  | −6,0                 | −11,7                | −0,5                 |
| Nejnižší teplota [°C]       | −40,4                | −38,1                | −31,7                | −19,3                | −5,4                 | −1,3                 | 2,0                  | −0,2                 | −7,0                 | −13,6                | −31,3                | −39,5                | −40,4                |
| Průměrné srážky [mm]        | 39,1                 | 27,0                 | 30,7                 | 31,3                 | 39,2                 | 64,0                 | 74,5                 | 64,0                 | 57,1                 | 51,7                 | 47,2                 | 42,5                 | 568,3                |
| Zdroj: Йошкар-Ола погода    |                      |                      |                      |                      |                      |                      |                      |                      |                      |                      |                      |                      |                      |